# Platyjassus viridis
Platyjassus viridis är en insektsart som beskrevs av Evans 1954. Platyjassus viridis ingår i släktet Platyjassus och familjen dvärgstritar. Inga underarter finns listade i Catalogue of Life.